# Application Support Facility
Pour les articles homonymes, voir ASF.

Application Support Facility (ASF) est le nom d'un logiciel de composition de document édité par IBM.
Ce logiciel initialement appelé IPDT (Integrated Processing of Data and Text) a été rebaptisé par IBM, ASF, lors de sa première tarification. La première version IPDT était une version offerte dans l'offre DCF (Document Composition Facility). 
Ce logiciel est le premier logiciel qui permettait d'élaborer des communications clients (Lettres, offre commercial, rapport, note, memo, …). Plus tard un grand nombre d'acteurs sont arrivés sur ce marché et ont développé des outils plus moderne (voir éditique : Logiciels : Composition).
La dernière version proposée par IBM est la 3.0